# Avanti Air
Avanti Air é uma companhia aérea sediada em Burbach, na Alemanha.